# Lega beotica
La Lega beotica era una federazione di città della Beozia, una regione storica dell'antica Grecia.

## Storia

Beozia antica

Le più antiche testimonianze sulla Lega Beotica sono fornite dal cosiddetto Catalogo delle navi dell’Iliade. Il Catalogo delle Navi in realtà non era presente nelle più antiche versioni del poema; si presume sia stato composto verso l'VIII-VII secolo a.C. e, secondo alcuni studiosi, in Beozia. In ogni modo, nel Catalogo sono elencati i nomi di ventinove diverse località della Beozia (Iria, Aulide, Scheno, Scolo, Eteono, Tespie, Micalesso, Grea, Arma, Ilesio, Eritre, Eleone, Peteone, Ila, Ocalea, Medeone, Cope, Eutresi, Tisbe, Coronea, Aliarto, Glissa, Platea, Ipotebe, Onchesto, Arne, Midea, Nisa, Antedone); i guerrieri della Beozia, guidati da cinque capi (Arcesilao, Leito, Peneleo, Protenore e Clonio), occupavano cinquanta navi, ciascuna delle quali trasportava 120 uomini. Si osservi che fra le località del catalogo non erano presenti Orcomeno e Aspledone; non era elencata neanche Tebe, ma Ipotebe, essendo evidentemente Tebe nel periodo della composizione del Catalogo una località non molto popolosa.
Si ritiene che la lega beotica si sia costituita inizialmente per difesa dalle mire espansionistiche di Orcomeno: una federazione, fondata sulla comunanza della stirpe, che comprendeva 13 o 14 città, nessuna delle quali predominava sulle altre. Alla fine del VII secolo a.C., tuttavia, Tebe cominciò ad affermarsi nella lotta contro Orcomeno e VI secolo a.C. divenne, all'interno della Lega beotica, la città egemone, ossia la città a cui spettava il comando in caso di guerra. Tebe minacciava ormai con la sua egemonia l'uguaglianza effettiva dei membri, suscitando i tentativi separatistici delle città più importanti, in particolare di Platea, che ottenne fin dal 519 a.C. l'appoggio di Atene.
All'epoca della spedizione di Serse contro la Grecia (480 a.C.), la lega beotica, con l'eccezione di Tespie e Platea, si schierò a fianco dei Persiani. Pertanto, dopo la vittoria greca nella battaglia di Platea (479 a.C.) la lega beotica non fu sciolta, come comunemente si crede, ma indebolita con l'abolizione dell'egemonia tebana.
Caduta sotto il controllo di Atene dopo la battaglia di Enofita (457 a.C.), la lega beotica riacquistò l'autonomia dopo la vittoria tebana a Coronea (447 a.C.) e, sembra per impulso di Orcomeno, recuperò la propria unità sulla base dell'uguaglianza effettiva di tutti i membri. Conosciamo la costituzione oligarchica della lega beotica del periodo compreso fra la seconda metà del V e gli inizi del IV secolo a.C. attraverso l'anonimo delle Elleniche di Ossirinco: la Beozia venne divisa in 11 distretti (erano 9 prima della sottomissione di Platea), ognuno dei quali eleggeva sessanta buleuti alla bulè federale, per un totale quindi di 660 membri (di cui 240 forniti da Tebe che aveva 4 distretti).. Ciascun distretto inoltre forniva cento cavalieri e mille opliti all'esercito federale e contribuiva proporzionalmente alle spese comuni. Esso era quindi formato da 10/12.000 opliti diviso in lochos di 300 uomini e caratterizzato fin prima dell'arrivo di Epaminonda, da schieramenti più profondi che nelle altre poleis.
Due di questi lochoi furono veramente importanti per la città di Tebe: quello permanente sulla rocca Cadmea e quello Hieros lochos.
Gli ufficiali dei reparti vennero chiamati:
- grammateus, stato maggiore che operava da collegamento per i comandi di armata, i cui ordini venivano impartiti con un nastro (Tainia) legato ad una lancia;
- beotarca, comandante supremo dei lochos;
- polemarco, comandante delle unità di fanteria pesante dette taxis.

In tal modo la Beozia si organizzò come uno stato sovrano. Dopo la battaglia di Delio (424 a.C.), Tebe riconquistò il ruolo egemonico in seno alla lega beotica; pertanto nel corso del IV secolo a.C. la storia della lega si identifica con quella di Tebe e della sua egemonia.
Le vicende che coinvolsero la lega beotica nel IV secolo a.C. sono alquanto movimentate, con frequenti cambiamenti delle alleanze in politica estera e frequenti cambiamenti di fortuna. Durante la guerra di Corinto (395-386 a.C.) la lega fu alleata di Atene contro Sparta; la successiva pace comune di Antalcida (386 a.C.), in base al principio dell'autonomia, che affermava che tutte le città greche avrebbero dovuto essere libere e indipendenti e pertanto si proibiva la formazione di leghe, Sparta negò a Tebe l'egemonia sulla Beozia e ordinò lo scioglimento della lega beotica.
Pochi anni dopo, nel 379 a.C., Epaminonda e Pelopida ripristinarono lo stato tebano e la lega beotica; l'adozione della tecnica della falange obliqua, ideata da Epaminonda, permise a Tebe e alla lega l'egemonia sul resto della Grecia. Le morti di Pelopida e di Epaminonda, rispettivamente nel 364 a.C. e nel 362 a.C., segnarono tuttavia la fine all'effimera egemonia tebana e l'inizio della decadenza della Beozia: alleata di Filippo II di Macedonia nella Terza guerra sacra (conclusa nel 346 a.C.), la lega fu sua avversaria e alleata di Atene nella battaglia di Cheronea (338 a.C.); tre anni dopo la sconfitta a Cheronea, nel 335 a.C., Tebe fu addirittura distrutta da Alessandro Magno.
La lega continuò invece a sussistere per tutto il III secolo a.C. secondo Polibio fu dissolta dai Romani solo nel 171 a.C., all'inizio della Terza guerra macedonica. Fu poi certamente ricostituita più tardi, essendo ancora attestata in iscrizioni di età imperiale, ma non ebbe naturalmente più alcuna importanza politica e militare. Nel II secolo d.C. Pausania il Periegeta riferisce che tutta la Beozia era ormai disabitata, tranne la "rocca Cadmea" di Tebe dove ormai abitavano solo poche decine di persone.